# Khoo kheer
Khoo kheer er i det indiske køkken en fermenteret drik i det indiske køkken fremstillet af mælk fra bøffel.
| Mad og drikke | Spire Denne artikel om mad og drikke er en spire som bør udbygges. Du er velkommen til at hjælpe Wikipedia ved at udvide den. |